# Colossendeis media
Colossendeis media är en havsspindelart som beskrevs av Hoek, P.P.C. 1881. Colossendeis media ingår i släktet Colossendeis och familjen Colossendeidae.
Artens utbredningsområde är Södra Ishavet. Inga underarter finns listade i Catalogue of Life.